# Heralt z Loučan
Heralt z Loučan († 1418) byl moravský šlechtic z líšnické větve rodu pánů z Kunštátu.

## Život
Jeho otcem byl Boček z Líšnice. 
První písemná zmínka o Heraltovi pochází z roku 1360 a znovu se v listinách objevuje až roku 1371. Heralt zpočátku často vystupoval se svými bratry, ale pouze on a bratr Smil z Líšnice zanechali potomstvo a zajistili tak pokračování rodu. V roce 1376 nebo krátce předtím se Heralt oženil s Markétou z Konice. 
Jeho bratři buď předčasně zemřeli, nebo se vydali na církevní dráhu, a tak si rodové majetky rozdělili Heralt se Smilem a Heraltovým sídlem se staly Loučany. Když Heralt ovdověl, stala se jeho druhou ženou Anežka. V samém závěru 90. let 14. století se dostal Heralt do finančních problémů, které ho přinutily prodat Loučany. V té době se začal dostával i do soudních tahanic, které souvisely s bojovou a loupežnou činností jeho syna Smila. V roce 1412 se Heralt účastnil zasedání zemského sněmu v Olomouci. Roku 1417 se účastnil sporu a v tomto období již byl vážně nemocen. V roce 1418 předal na Bludově své statky synovi Smilovi a krátce na to zemřel.
Heralt měl čtyři děti. Vedle dědice Smila z Loučan to byl Jan, jenž se stal duchovním, a Vilém, který však zemřel předčasně. Dcera Ofka se stala jeptiškou.